# Razpet
Razpet je priimek več znanih Slovencev:
- Andrej Razpet (*1977), mikrobiolog
- Bojan Razpet (*1960), hokejist
- Marko Razpet (*1949), matematik, prof. PEF UL
- Martin Razpet (1826—1888), zdravnik
- Nada Razpet (*1948), fizičarka, pedagoginja
- Rafael Razpet (1932—2023), gospodarstvenik in politik
- Uroš Razpet (*1977), arhitekt